# Unidad Editorial
Unidad Editorial és un grup de mitjans de comunicació espanyol, que va néixer el 2007 com a resultat de la fusió del Grupo Recoletos i Unedisa. El grup és controlat en un 96% pel grup italià RCS MediaGroup.

## Premsa
Des de la fusió, Unidad Editorial s'ha convertit en un dels principals grups espanyols de premsa escrita, tant en distribució com en lectors. Al grup pertanyen el diari El Mundo, segon diari d'informació general en vendes i lectors, Marca, Expansión, Estadio Deportivo, diari esportiu andalús, i altres publicacions especialitzades com Diario Médico i Correo Farmacéutico. En el sector de revistes i setmanaris, disposa de Metropoli, Fuera de Serie Magazine i El Cultural, les revistes Telva i Yo Dona, dedicades a la dona, a més de Actualidad Económica, revista econòmica,  La Aventura de la Historia  i Siete Leguas, revistes culturals i les revistes esportives Marca Motor i Golf Digest . A més posseeix l'editorial espanyola La Esfera de los Libros.

## Mitjans audiovisuals
El grup té presència tant en mitjans impresos com audiovisuals. En ràdio, disposa d'una cadena de ràdio esportiva lligada al seu diari esportiu, anomenada Ràdio Marca que emet a gran part d'Espanya. A més disposa, a través de l'empresa Unión Liberal de Ràdio de la qual és soci al 45%, juntament amb Libertad Digital que ho és al 55%, d'una freqüència a la capital de Madrid, per la qual va començar a emetre al setembre de 2009 la ràdio de libertad Digital, esRadio. En televisió posseeix una de les llicències de televisió digital terrestre a Espanya, en la qual disposa de dos senyals dins el múltiplex MPE1, on emeten Veo 7 i DMAX.

## Productores audiovisuals
El Mundo TV fou una productora de televisió d'Unidad Editorial, de qui depèn el diari El Mundo, dirigida per Melchor Miralles i especialitzada en el periodisme d'investigació. Creada en 1999, va arribar a ser la quarta productora en nombre de programes i hores d'emissió a Espanya entre 2003 i 2004, venia els seus programes d'entreteniment i documentals d'investigació desviats ideològicament ideològicament afins al Partit Popular com Caso Bono, caso abierto, La ética de la muerte, “Violencia en el fútbol”, La unidad de España en peligro i Historia de las negociaciones con ETA, El expolio de Marbella, Ciudadanos de segunda i Prensa rosa: el acoso que no cesa, fonamentalment a canals de televisions d'autonomies espanyoles de la FORTA governades pel Partit Popular com Canal 9 i Telemadrid, però també a Antena 3 i Telecinco. va tancar en 2011. Va rebre molts encàrrecs de les televisions públiques i va aconseguir crear Veo7, el seu propi canal de TDT, que va fracassar en no disposar de finançament privat suficient.
En 2019 va llençar la productora audiovisual UEtv, i entre 1999 i 2011 va tenir la productora El Mundo TV.

## Quiosc digital
El 8 de març de 2010 el grup Unidad Editorial, juntament amb altres empreses editorials, va llançar el quiosc Orbyt, una plataforma digital de continguts de pagament destinada a tots els productes editorials d'aquestes empreses, en què a més de comptar amb seccions específiques (quatre per El Mundo), també es pot consultar l'hemeroteca de totes les publicacions, opinar, interactuar amb la redacció i beneficiar-se de promocions o descomptes.